# Soissons (stad)
Soissons is een Franse gemeente, gelegen in de Aisne en het gewest Picardië. Soissons telde op 1 januari 2022 28.667 inwoners. Door de gemeente stroomt de rivier Aisne.

## Geschiedenis
Soissons is een van de oudste steden van Frankrijk. Julius Caesar maakt in zijn Commentarii de Bello Gallico al melding van een Keltische nederzetting op deze plaats onder de naam Noviodunum. Dit was de hoofdstad van de Suessiones, een Gallische stam. Uiteindelijk gaf de bevolking zich over aan Caesar waarna de stad Romeins werd. In 486 viel de stad in handen van de Frankische koning Clovis, toen deze de Romeinse veldheer Syagrius versloeg tijdens de Slag bij Soissons. Naar Noviodunum werd het zopas veroverde land Neustrië genoemd.
In diezelfde tijd heeft hier een incident plaatsgevonden dat bekend is geworden als de geschiedenis  van de Vaas van Soissons.
Na de dood van Clovis in 511, werd Soissons de hoofdstad van een van de vier Frankische koninkrijken. Chlotarius, een van de vier zonen van Clovis, had hier zijn zetel. Door een combinatie van diplomatie, oorlogvoering, en zelfs uitmoording van zijn familieleden, lukte het Chlotarius om koning te worden van het gehele Frankische rijk in 555. Hierdoor was Soissons korte tijd de hoofdstad van het toenmalige Frankrijk. Na de dood van Chlotarius in 561 werd het rijk onder zijn drie zonen verdeeld. Pas in 613 werd het Frankische Rijk onder Chlotarius II opnieuw herenigd. In 751 werd Pepijn de Korte, de vader van Karel de Grote, in Soissons tot Koning der Franken gezalfd, en in 768 Karloman I.
Tijdens de Honderdjarige Oorlog begingen Franse troepen een massamoord die Europa schokte op in de stad gestationeerde Engelse boogschutters waarbij ook veel Franse inwoners van de stad verkracht en vermoord werden. Hendrik V van Engeland claimde dat, gezien het feit dat de patroonheiligen van de staat Crispinus en Crispinianus waren, de daad gewroken werd met de Slag bij Azincourt op de naamdag van de heiligen.
Tijdens de Eerste Wereldoorlog werd de stad bijna volledig verwoest. Inmiddels is de kathedraal nagenoeg volledig hersteld.
Zie ook:

- Graven van Soissons
- Bisdom Soissons

## Bezienswaardigheden
Soissons is een stad die als  'ville d’art et d’histoire'  geklasseerd is.
- De gotische kathedraal Saint-Gervais-et-Saint-Protais werd tussen de 12e en de 14e eeuw gebouwd. Daarna heeft de Honderdjarige Oorlog de werken stilgelegd. Daarom is o.a. de tweede klokkentoren er nooit gekomen. De Eerste Wereldoorlog heeft enkel het koor en de dwarsbeuk gespaard. Het geheel van de kerk werd heropgebouwd. Alleen de portalen van de voorgevel geven een verminkte indruk. Net zoals de meeste Picardische kathedralen (Laon, Noyon, Amiens ...) valt ook de kathedraal van Soissons op door haar zuivere lijnen en haar perfecte symmetrische ordening. Ze is 116 m lang, 25,6 m breed en 30,33 m hoog. Het koor bezit prachtige brandglazen uit de 13e en 14e eeuw. Op de uiteinden van het hoofdaltaar staan twee marmeren beelden die de Annunciatie voorstellen. In de linkerkant van de dwarsbeuk hangt een 'Aanbidding van de herders' van Rubens. De rechterkant van de dwarsbeuk eindigt in de vorm van een halve cirkel en heeft een kooromgang waar zich een kapel van twee verdiepingen bevindt.
- De gotische abdijkerk Saint-Jean-des-Vignes. Van het abdijcomplex resteren nog de voorgevel van de kerk, de refter met de onderliggende kelder, delen van een grote en van een kleine kloostergang en de abtswoning. Veel werd verwoest in 1567 toen de hugenoten de abdij te lijf gingen. De abdijkerk zelf werd veel later, in het begin van de 19e eeuw, afgebroken, met het akkoord van de geestelijken. De bedoeling was onder meer de kathedraal Saint-Gervais-et-Saint-Protais te restaureren. Ook meerdere burgerwoningen werden met stenen van de abdij gebouwd. Na protest van de bevolking werd besloten de voorgevel en de twee torens te sparen. In de voormalige, volledig gerestaureerde woning van de abt is het Centre d'Interprétation de l'Architecture et du Patrimoine gevestigd.
- De abdijkerk Saint-Léger herbergt een lapidaire collectie die deel uitmaakt van het stadsmuseum dat gevestigd is in de gebouwen van de voormalige abdij. Heel opmerkelijk is het timpaan dat overgebracht werd uit de abdijkerk Saint-Yved van het naburige Braine.
- Het stadsmuseum beschikt over een archeologische afdeling, een collectie Franse, Vlaamse en Italiaanse schilderkunst en een afdeling lokale kunst en geschiedenis.
- Het plein Fernand Marquigny ligt aan de achterkant van de kathedraal. Ze biedt nog twee overblijfselen van een van de abdijen voor vrouwen uit het Noorden : de oude, koninklijke abdij Notre-Dame die in de Merovingische tijd gesticht werd, tussen 659 et 666. Ze telde drie kerken: Saint-Pierre, Sainte-Geneviève en Notre-Dame. Ze kende enkele beroemde abdissen zoals Gisèle, de zus van Karel de Grote, en Catherine de Bourbon, tante van Henri IV. Ze werd met de grond gelijkgemaakt tijdens de Franse Revolutie. Van de abdijgebouwen blijven nog de romaanse kerk Saint-Pierre over evenals twee romaanse vensters van de dwarsbeuk van de Notre-Dame.
- Het stadhuis, gebouwd tussen 1772 en 1775, was eerst het 'hôtel de l'Intendance'. Het fungeert sinds 1833 als stadhuis.
- De overdekte markt dateert uit 1908.
- Het Monument voor de Doden van 1870.
- Het Monument voor de Doden van de Eerste en van de Tweede Wereldoorlog, gelegen op het plein achter de kathedraal.
- Het Monument voor de Engelsen van de Eerste Wereldoorlog, gelegen achter de romaanse kerk Saint-Pierre.

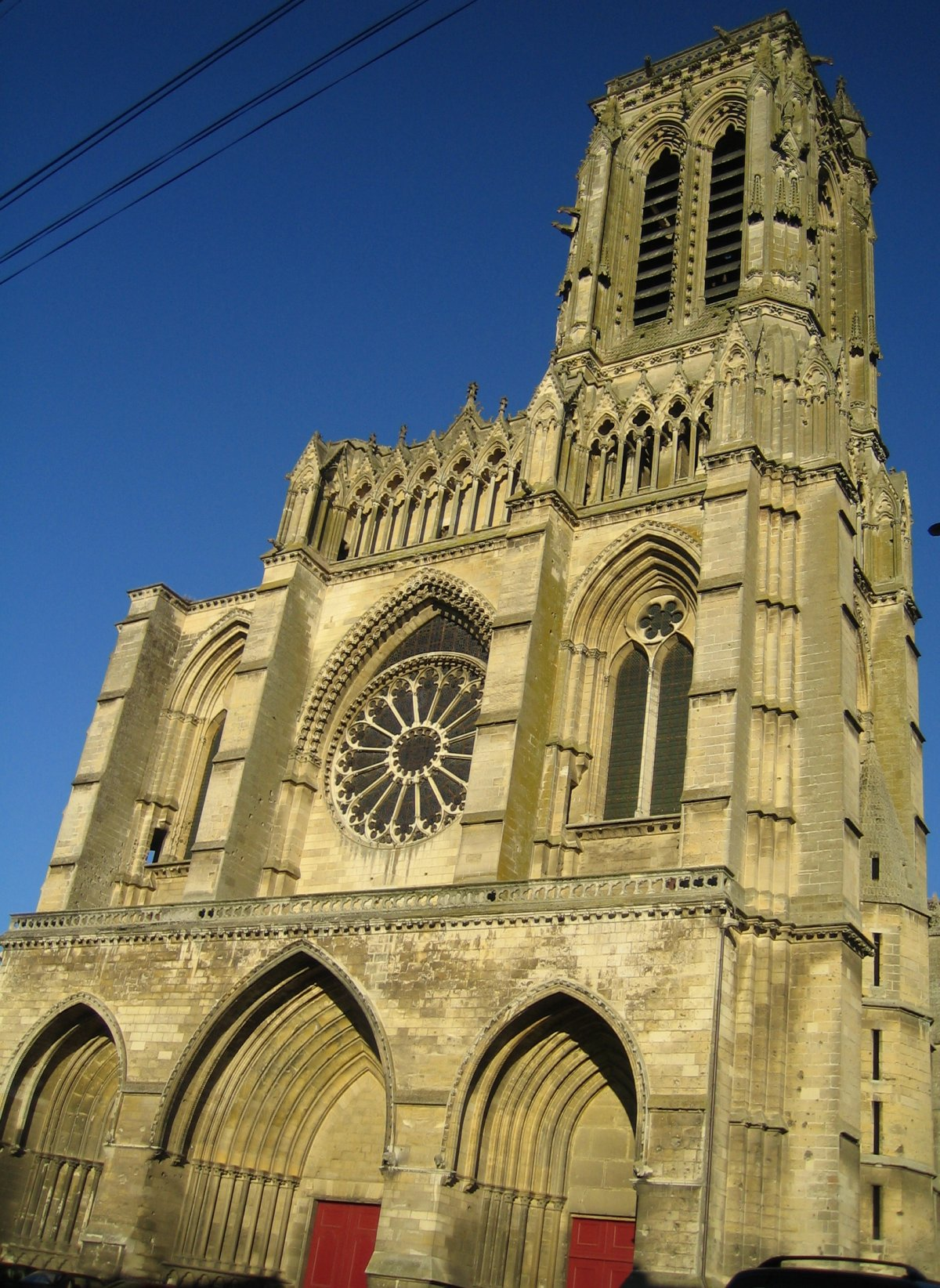
Voorgevel van kathedraal
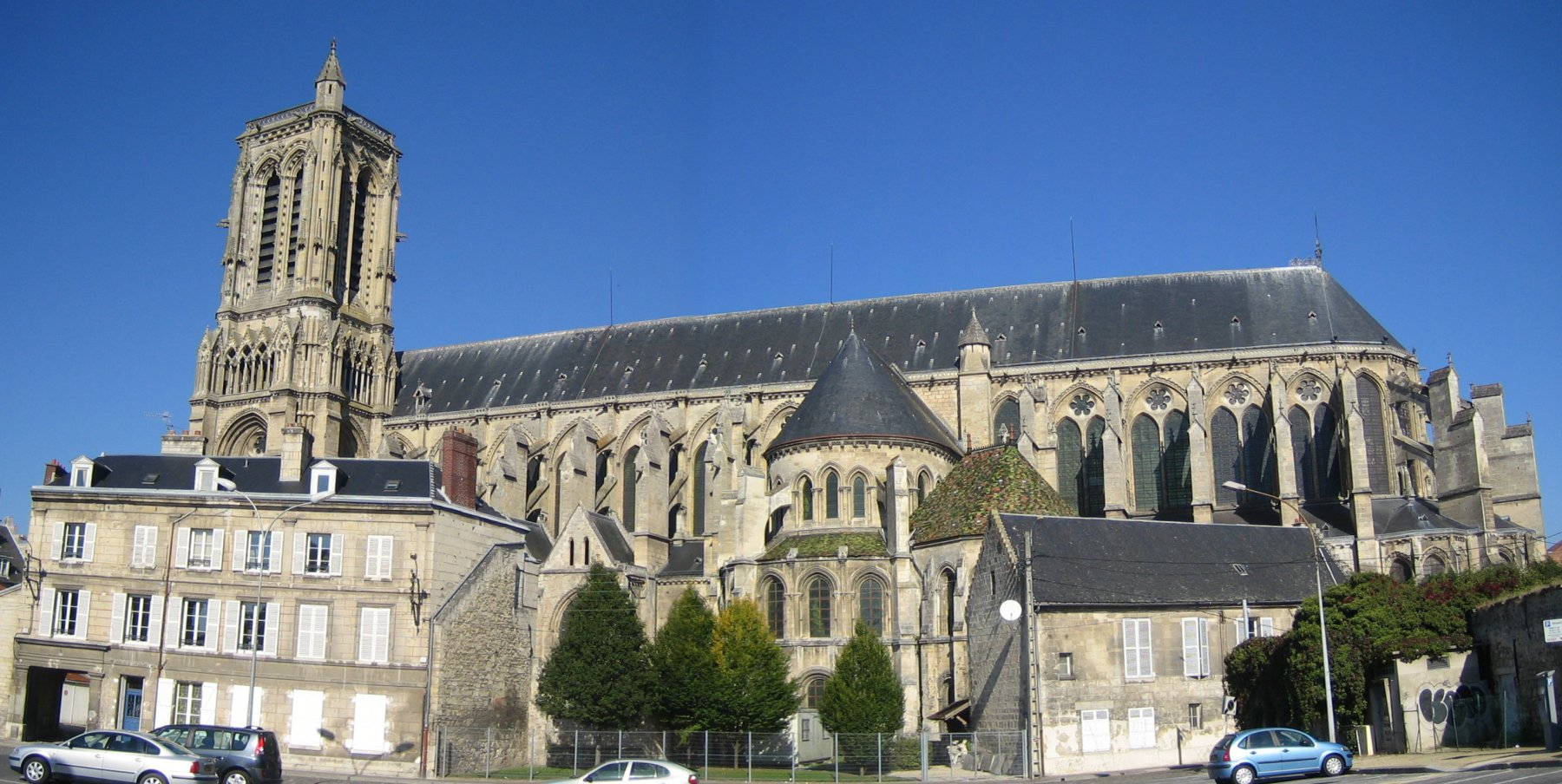
Zuidkant van kathedraal
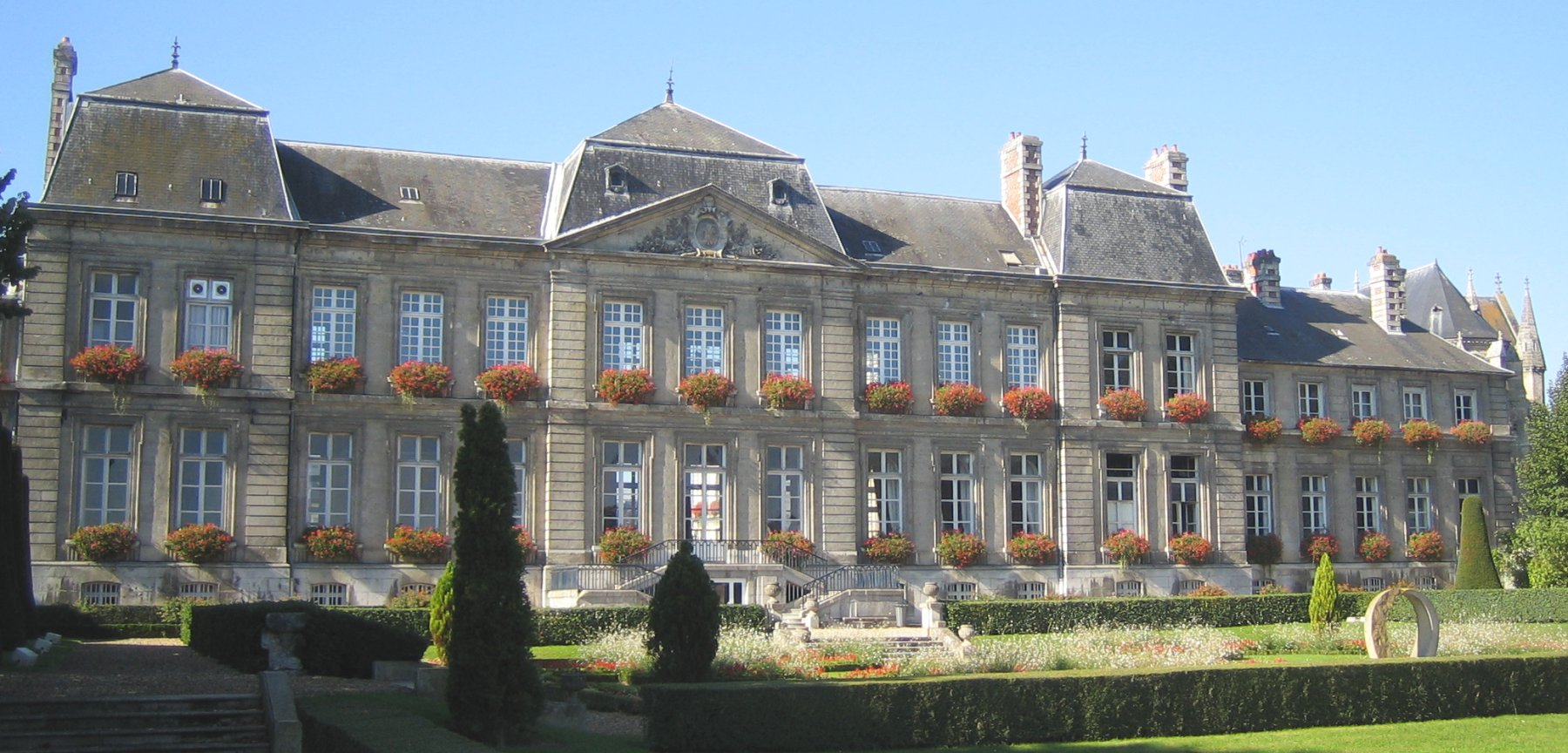
Hôtel de Ville (stadhuis)

## Geografie
De oppervlakte van Soissons bedroeg op 1 januari 2022 12,32 vierkante kilometer; de bevolkingsdichtheid was toen 2.326,9 inwoners per km².
De onderstaande kaart toont de ligging van Soissons met de belangrijkste infrastructuur en aangrenzende gemeenten.

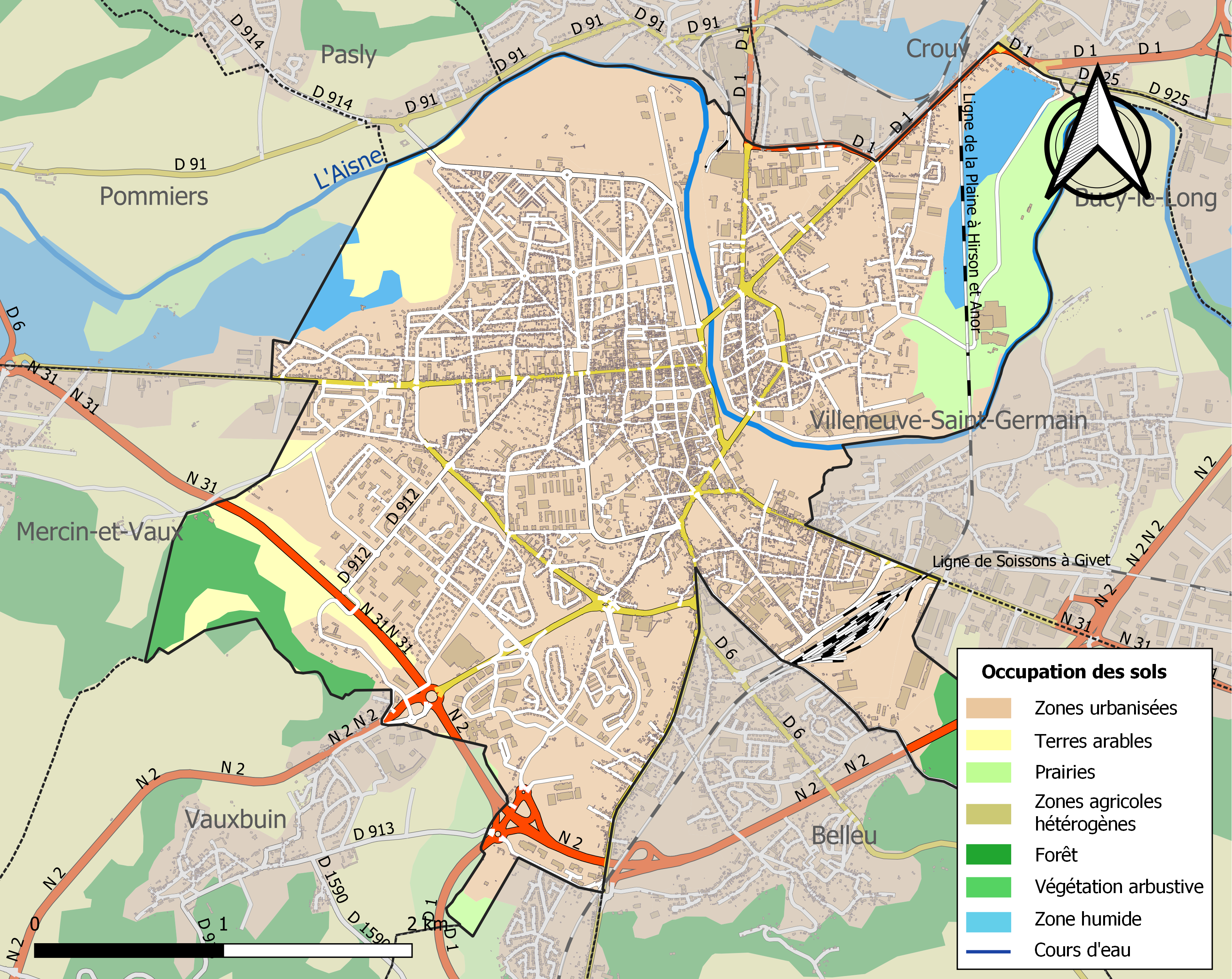

## Demografie
Onderstaande figuur toont het verloop van het inwonertal (bron: INSEE-tellingen).
Vanwege een beveiligingsprobleem met de MediaWiki Graph-software is het momenteel niet mogelijk deze grafiek weer te geven. Zodra de software is bijgewerkt zal de grafiek vanzelf weer zichtbaar worden.

## Geboren in Soissons
- Chlotarius I (ca. 497-561), Frankische koning
- Sébastien Mamerot (ca. 1418-1490), vertaler en geestelijke
- Guy Lacour  (1932-2013) , tenorsaxofonist
- Aurore Clément (1945), actrice